# Municipio de Rosedale (Minnesota)
El municipio de Rosedale (en inglés: Rosedale Township) es un municipio ubicado en el condado de Mahnomen en el estado estadounidense de Minnesota. En el año 2010 tenía una población de 135 habitantes y una densidad poblacional de 1,44 personas por km².

## Geografía
El municipio de Rosedale se encuentra ubicado en las coordenadas 47°16′46″N 95°52′36″O / 47.27944, -95.87667. Según la Oficina del Censo de los Estados Unidos, el municipio tiene una superficie total de 94.01 km², de la cual 90,98 km² corresponden a tierra firme y (3,23 %) 3,03 km² es agua.

## Demografía
Según el censo de 2010, había 135 personas residiendo en el municipio de Rosedale. La densidad de población era de 1,44 hab./km². De los 135 habitantes, el municipio de Rosedale estaba compuesto por el 93,33 % blancos, el 3,7 % eran amerindios y el 2,96 % eran de una mezcla de razas. Del total de la población el 0 % eran hispanos o latinos de cualquier raza.